# Atractus touzeti
Atractus touzeti — вид змій родини полозових (Colubridae). Ендемік Еквадору. Описаний у 2013 році.

## Поширення і екологія
Atractus touzeti відомі з типової місцевості, розташованої в басейні річки Косанга в еквадорській провінції Напо, в горах Кордильєра-де-лос-Гуакамайос. Вони живуть у вічнозелених гірських лісах Анд, на висоті від 2000 до 2200 м над рівнем моря.